# Ферредоксиновая укладка
Ферредоксиновая укладка — это обычная укладка α+β с характерной вторичной структурой βαββαβ вдоль её основы. Структурно ферредоксиновую укладку можно описать как длинную симметричную шпильку, согнутую пополам так, что две концевые β-структуры образуют водородные связи с двумя центральными β-структурами, формируя четырёхнитевой антипараллельный бета-лист, покрытый с одной из сторон двумя концевыми α-спиралями.